# Андаберд (монастырь)
Монастырь Андаберд (арм. Հանդաբերդ) — полуразрушенный армянский монастырь в Кельбаджарском районе Азербайджана, на горе Каравул, в 500 метрах от крепости Андаберд и бывшего села Кнараван. С 1993 по 2020 год территория, на которой находится монастырь, контролировалась непризнанной Нагорно-Карабахской Республикой.

## История
Согласно надписи монастырь был построен в период монгольского владычества в 1276 году. Инициатором строительства был архидиакона Давида, который возвел монастырь для удовлетворения духовных нужд жителей близлежащей армянской крепости.
В 1985 году архитектор Мурад Асратян произвел обмеры и сделал копии двух надписей. В 2004-2006 годах археологической миссией под руководством Гамлета Петросяна в монастыре проводились изыскания. В 2018 году монастырь был проинспектирован фондом «Исследования армянской архитектуры» (РАА) и его директором, покойным Самвелом Карапетяном.

## Архитектура
Монастырь построен из едва обтесанных камней, внутренняя поверхность стен изначально была покрыта штукатуркой. Его формы неправильные, ориентация смещена от оси, планы искажены по оси северо-запад-юго-восток. Крыша архитектурного комплекса была покрыта черепицей. Монастырь состоит из очень маленькой однонефной купольной церкви, окруженной двумя часовнями, расположенными не по обе стороны от её апсиды, и выровненными по её западному фасаду. Все три церкви имели цилиндрические своды и, как это часто встречалось в средневековом Арцахе, внутреннюю прямоугольную апсиду. С западной стороны имелся квадратный притвор, достаточно широкий, чтобы обеспечить доступ к трем святилищам. Третья часовня примыкает к северной стене притвора, в его западной части. Внутренняя грань стен притвора пронизана несколькими большими плоскодонными нишами. Надстройка этого здания рухнула, но то, что от неё осталось, позволяет представить себе крышу, аналогичную кровле библиотеки Санаина (1063 и XIII века), с центральным световым окном на квадратном основании, вписанном по диагонали в квадрат периферийного здания стены. Как и в ряде других памятников Арцаха, например в Хорекаванке (Урекованк], Орекаванк), в Андаберде сочетаются грубость формы и изысканность замысла. Имевшийся низкий купол с просветом, характерная черта многих армянских монастырских построек, которые, возможно, восходят к народной деревянной архитектуре домов.
Помимо всего прочего у монастыря есть и другие особенности. Например форма колокольни, пристроенной к западному фасаду притвора. Первоначально она была двух уровневой. Вероятно на верхнем уровне имелся фонарь расположенный на тетраподе. до наших дней дошёл лишь нижний уровень колокольни. Он представляет собой вытянутое вбок пространство, открытое не на запад, а на север. Учитывая расположение колокольни напротив западного фасада комплекса, можно предположить, что, как и в Хатраванке, колокольня была пристроена в XVII или XVIII веке. Именно для этого периода возрождения армянской культуры характерна данная особенность. Кроме этого многочисленные хачкары вставленные в стену сооружения позволяют предположить, что реставрация комплекса проводилась в это же время.
Необычна также часовня находящаяся в десяти метрах к северо-западу от основной группы сооружений. Её композиция в виде одноконхового креста, вписанного в прямоугольный периметр, напоминает тип купольной часовни, характерной для средневековой Армении.
На территории крепости сохранились несколько каменных надписей, раскрывающих историю монастыря, крепости и всего Арцаха.
Одна из надписей говорит о том, что тут похоронен Католикос Агванский Степанос. Во всей истории Армянской Церкви Агванских католикосов известно пять католикосов с именем Степанос (Степанос I — до 1079 г., Степанос II — в 1129—1131 гг., Степанос III — в 1155—1195 гг., Степанос IV — в 1262—1323 гг. и Степанос V — упом. 1476 г.). Учитывая особенности письма этой надписи, этот надгробный камень принадлежит Степаносу IV (1262—1323).
Возле монастыря сохранилось большое количество древних хачкаров, которые также находятся в плохом состоянии.

## Хачкары монастыря
В той или иной сохранности в монастыре сохранились до наших дней многочисленные хачкары XII-XIII веков. Некоторые из них представляют большой интерес. На одном поврежденном хачкаре, датированном 1194 годом, вместо характерных побегов, начинающиеся от подножия креста, высечены два больших дерева, на каждом из которых по четыре птицы. Девятая птица помещена в центре широкого кольца, образованного весьма оригинальным меандром. Кольцо расположенное под крестом своим видом напоминает лабиринт. На нескольких других фрагментах хачкаров у подножия креста покойный изображен всадником на охоте. Эта старая иконография распространенная в Арцахе, которая в период пребывания монголов в регионе, показывала важность считавшихся отличными всадниками армянских князей для их армии
Среди множества хачкаров монастыря находится необычный хачкар матери и младенца датируемый XII веком. На первый взгляд хачкар Андаберда кажется похожим на тысячи других, найденных в церквях и армянских общинах на протяжении всей истории. На нем изображен типичный армянский крест XI и XII веков, кончики крыльев которого украшены трехлепестковыми бутонами. Однако уникальность его заключается в том, что на хачкаре из Андаберда изображена необычная сцена: под крестом находится меньшее изображение армянской женщины, кормящей грудью своего ребёнка. Она изображена в традиционном платье, которое носили матери в тот период. Как отмечает Музей библии, расположение хачкара в монастырской часовне наводит на мысль о его теологическом, литургическом, а также социальном и погребальном значение. Ранние отцы церкви из Александрии, святые Климент и Кирилл, чьи труды были хорошо известны в средневековой Армении, связывали молоко Девы с кровью Христа. Таким образом находящийся на видном месте хачкар, представлял всем входящим в часовню своего рода собственное теологическое учение, передаваемое посредством резного камня, а не слов.
Кроме хачкара матери и младенца в монастыре имеются и другие хачкары, которые возводились в память о важных событиях в истории или в жизни тех, кто их заказывал. Как отмечает Музей библии, надписи на армянском языке на многочисленных хачкарах в монастыре Хандаберд являются свидетельством их древней веры, высеченной в камне. Из многочисленных армянских надписей монастыря, музей приводит следующие четыре:
«Дата 1196. Я воздвиг этот хачкар в память о моем сыне Хосрове, погибшем от рук чужеземцев».
«Я, Васак, внук Хариба, воздвиг этот крест, я и моя мать. Кто поклоняется… помните мои молитвы».
«Я, Джалаб, воздвиг этот крест для спасения души моего брата Хапла, чтобы вы могли поклоняться и помнить мои молитвы. В 1194 году».

«Я воздвиг этот крест для поклонения, памяти и воспоминания моих молитв. Год 1197».

## Фотогалерея

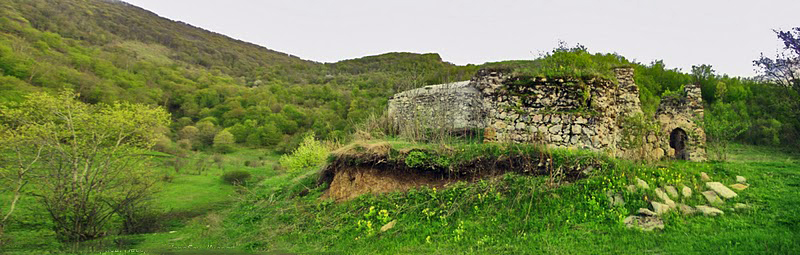
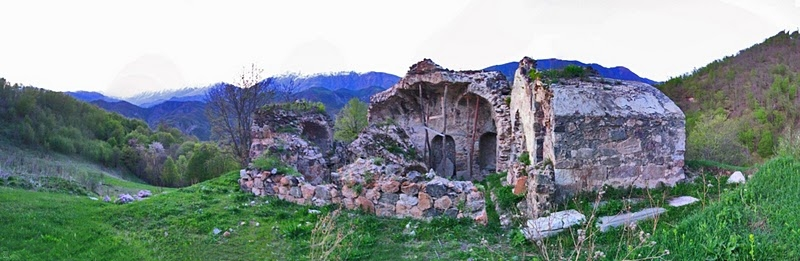
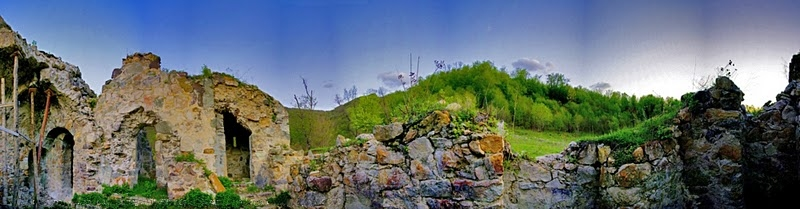
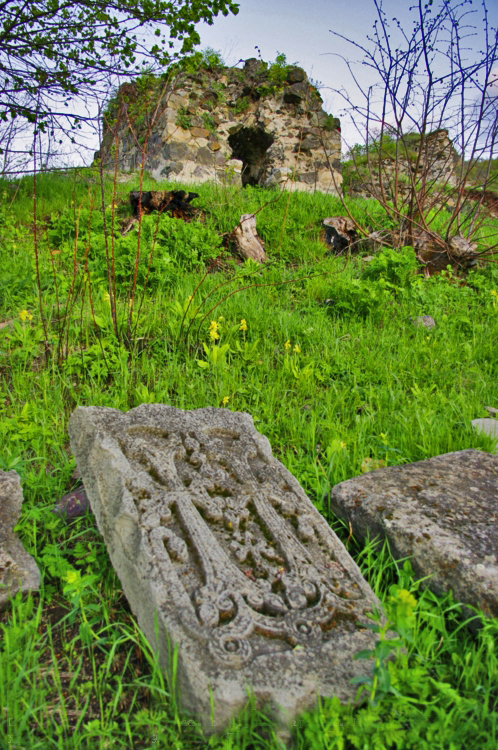
Один из многочисленных хачкаров
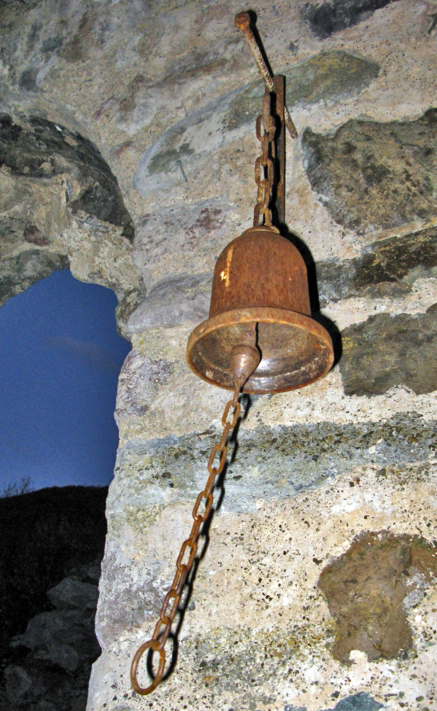
Колокол храма
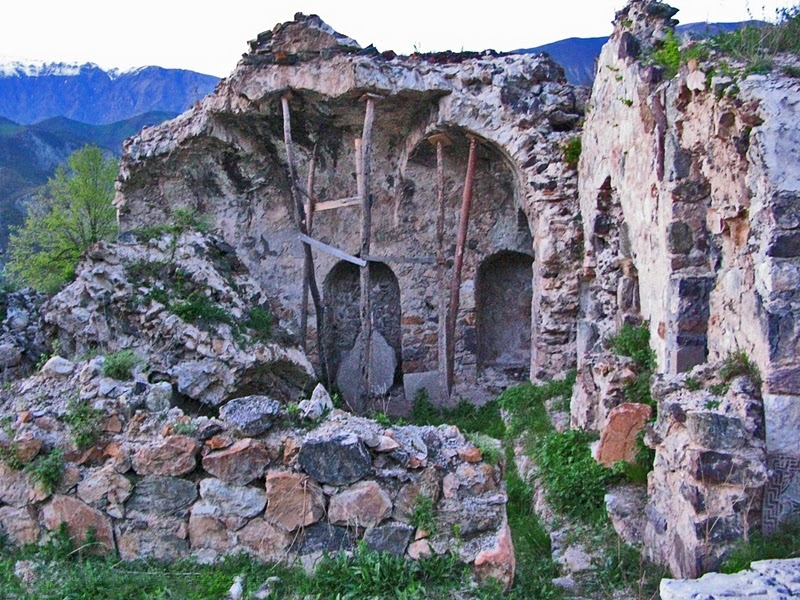
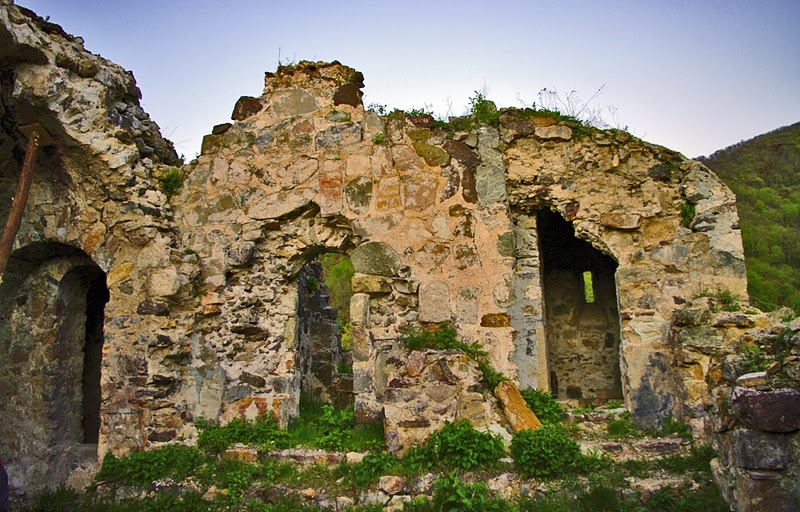
Хозяйственные помещения
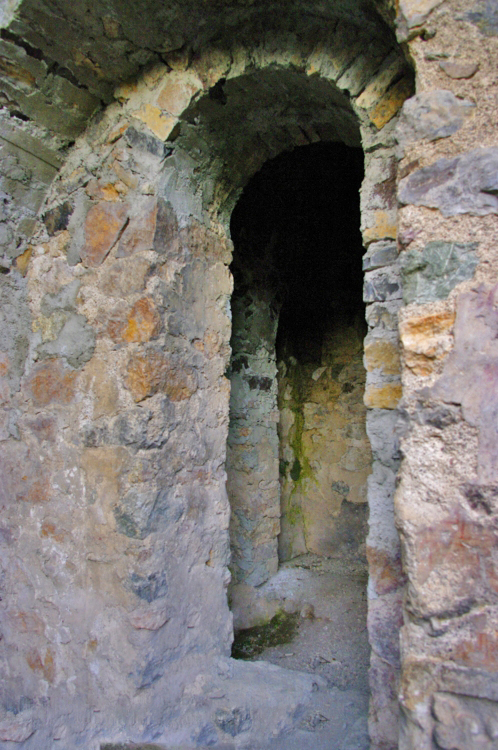